# Majance
Majanc en albanais et Majance en serbe latin (en serbe cyrillique : Мајанце) est une localité du Kosovo située dans la commune/municipalité de Podujevë/Podujevo, district de Pristina (Kosovo) ou district de Kosovo (Serbie). Selon le recensement kosovar de 2011, elle compte 1 622 habitants.
Le village est également connu sous le nom albanais de Majac.

## Démographie

### Évolution historique de la population dans la localité
| 1948 | 1953  | 1961  | 1971  | 1981  | 1991  | 2011  |
| ---- | ----- | ----- | ----- | ----- | ----- | ----- |
| 861  | 1 084 | 1 183 | 1 423 | 1 737 | 1 976 | 1 622 |

|  |

### Répartition de la population par nationalités (2011)
En 2011, les Albanais représentaient 99,94 % de la population.